# Glenea citrina
Glenea citrina é uma espécie de escaravelho da família Cerambycidae. Foi descrita por James Thomson em 1865. É conhecida a sua existência em Laos, Java, Bornéu, Malásia, e Sumatra.

## Variedades
- Glenea citrina var. anthyllis Pascoe, 1866
- Glenea citrina var. griseoapicalis Breuning, 1958
- Glenea citrina var. plurisignata Breuning, 1958